# البیگوا
البیگوا (به لاتین: Albigowa) یک منطقهٔ مسکونی در لهستان است که در Gmina Łańcut واقع شده‌است.

## خصوصیات
البیگوا ۲٬۹۰۰ نفر جمعیت دارد.